# Manasterz (Przeworsk)
Manasterz est un village du sud-est de la Pologne dans la voïvodie des Basses-Carpates. Il fait partie de la gmina de Jawornik Polski (commune rurale) et du powiat de Przeworsk. La population du village s'élevait à 905 habitants en 2011.

## Géographie
| Husów            | Sietesz   | Siedleczka        |
| Tarnawka         | Manasterz | Medynia Kańczucka |
| Hadle Kańczuckie | Zagórze   |                   |

Manasterz se situe à environ à 7 km de Jawornik Polski, 17 km de Przeworsk la capitale du powiat et 27 km de Rzeszów la capitale régionale.